# 超车道

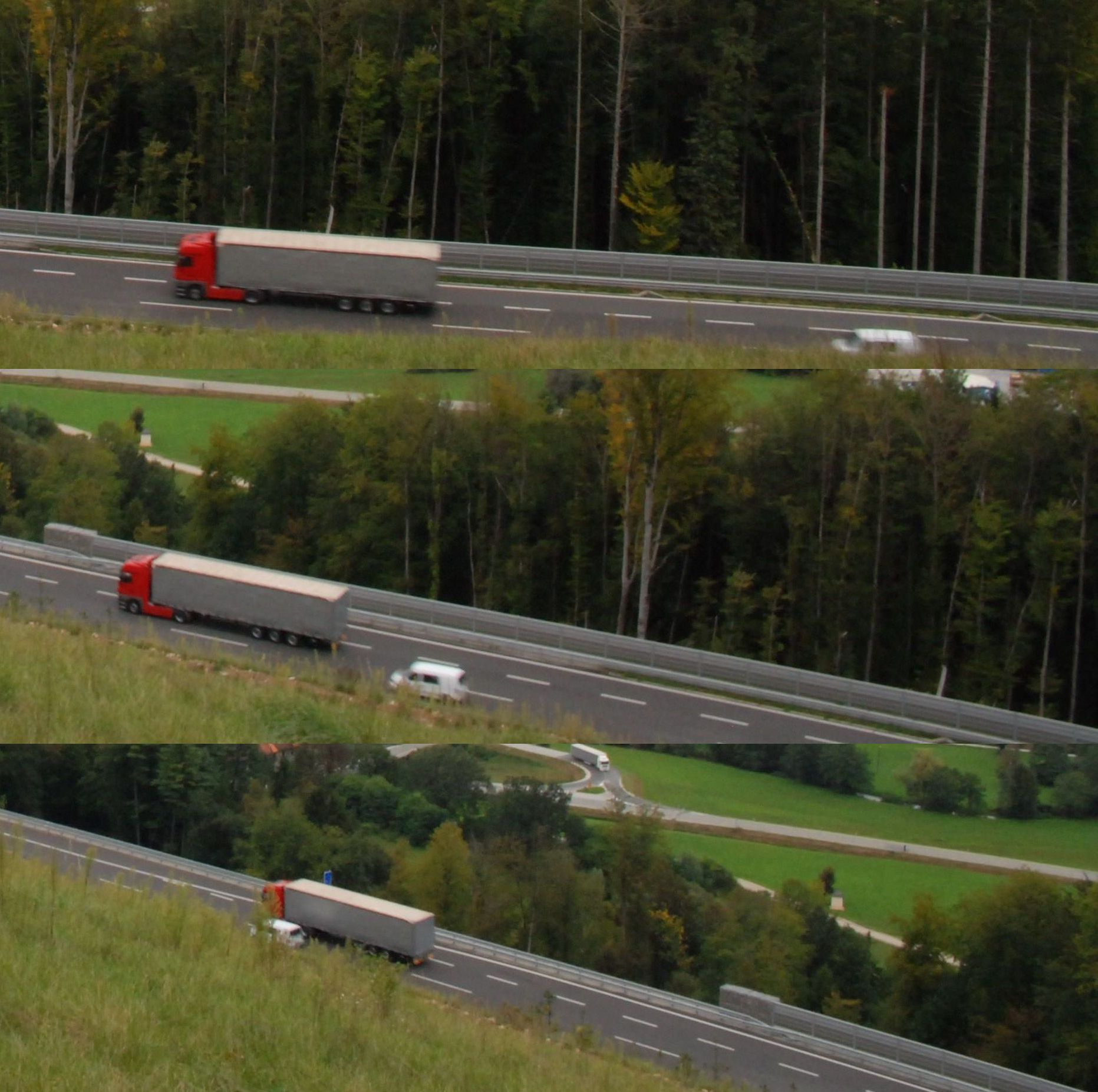
一辆小轿车在超车道上超车

超车道是指高速公路中用于超越前车的车道，通常是靠近道路中央的车道。在高速公路中，用于进出高速公路的匝道通常设置在道路两边，而超车道则是最远离匝道的车道。